# Estória
A palavra estória é um neologismo proposto por João Ribeiro (membro da Academia Brasileira de Letras) em 1919, para designar, no campo do folclore, a narrativa popular, o conto tradicional, proposta apoiada, sem nenhum fundamento linguístico, pelo folclorista Luís da Câmara Cascudo. Em 1943 a Academia Brasileira de Letras eliminou a obrigatoriedade de diferenciação entre os termos estória e história, recomendando, desde então, a utilização única da forma história tanto para realidade como para ficção.
Alguns consideram o termo arcaico, por ter sido encontrado também em textos antigos, quando a grafia história ainda não havia sido consolidada na língua portuguesa. É possível que sua origem seja o inglês story.
O termo acabou por não ter uma aceitação generalizada, não figurando em todos os dicionários, verificando-se ainda assim o seu uso na linguagem coloquial. O Dicionário Contemporâneo da Língua Portuguesa Caldas Aulete classifica hoje o termo como brasileirismo, acrescentando que deve ser usada a forma história.